# ドーバー・インターナショナル・スピードウェイ
ドーバー・インターナショナル・スピードウェイ (Dover International Speedway) は、アメリカ合衆国・デラウェア州ドーバーにあるオーバルトラック。1周1マイル(1,600m)。観客席数は14万席。通称はMonster Mile
NASCARの開催はキャンピング・ワールド・トラック・シリーズのみ5月の1回、ネイションワイド・シリーズ、スプリントカップシリーズは5月と9月の2回開催。

## トラックの特徴
- コース寸法

|                        | 個数                   | 長さ                 | バンク角           |
| ---------------------- | ---------------------- | -------------------- | ------------------ |
| ストレート             | 2                      | 1076フィート(328m)✕2 | 9°                 |
| ターン                 | 4                      | 3128フィート(953.4m) | 24°                |
| 全長：1マイル(1609.3m) | 全長：1マイル(1609.3m) | 路面：コンクリート   | 路面：コンクリート |

1マイルのショートトラックで、ターン1/2とターン3/4共に同一の形状を持つオーバルらしいオーバルトラックである。バンク角が24度有ることから1マイルオーバルとしては平均速度も高いが、路面がコンクリートのため滑りやすい。
また、このトラック最大の特徴はコースの高低差にある。一般的なオーバルトラックは、内側は高さが同じで外側はターンの方が高い「盛り上げ型」である。しかしこのトラックは、外側の高さが同じで内側はターンの方が低い「掘り下げ型」になっている。ターン進入は坂を下る感覚であり、現地ではDive inなどと表現される。
滑りやすい路面と掘り下げ型で止めやすいバンク形状が合わさり、ターンインからターンセンターではテールが出にくく、ターンアウトへ向かうにつれ非常にテールが出やすい傾向にはある。しかし逆にターンアウト部分でタイトな状況が続くと、フロントタイヤの異常摩耗を招きバーストが起こりやすい。そういった意味でセッティングのちょうど良いポイントを見つけにくく難しいトラックである。逆にセッティングのちょうど良いポイントを見つけられるドライバーが勝利しやすく、過去60回の開催のうち10度の連勝が記録されている。

## レコード
- スプリントカップ予選レコード…ジェレミー・メイフィールド（161.522mph/22.288秒、2004年）
- ネーションワイドシリーズ予選レコード…カイル・ブッシュ（158.228mph/22.752秒、2010年）
- キャンピングワールドトラックシリーズ予選レコード…ケヴィン・ハーヴィック（158.235mph/22.715秒、2012年）